# アールパード橋駅
座標: 北緯47度31分57.45秒 東経19度4分0.2秒 / 北緯47.5326250度 東経19.066722度
アルパド ゴンズ 市内中心部（-ばしえき）は、ハンガリー共和国ブダペスト県ブダペスト市13区に位置するブダペスト地下鉄3号線の駅である。

## 駅構造

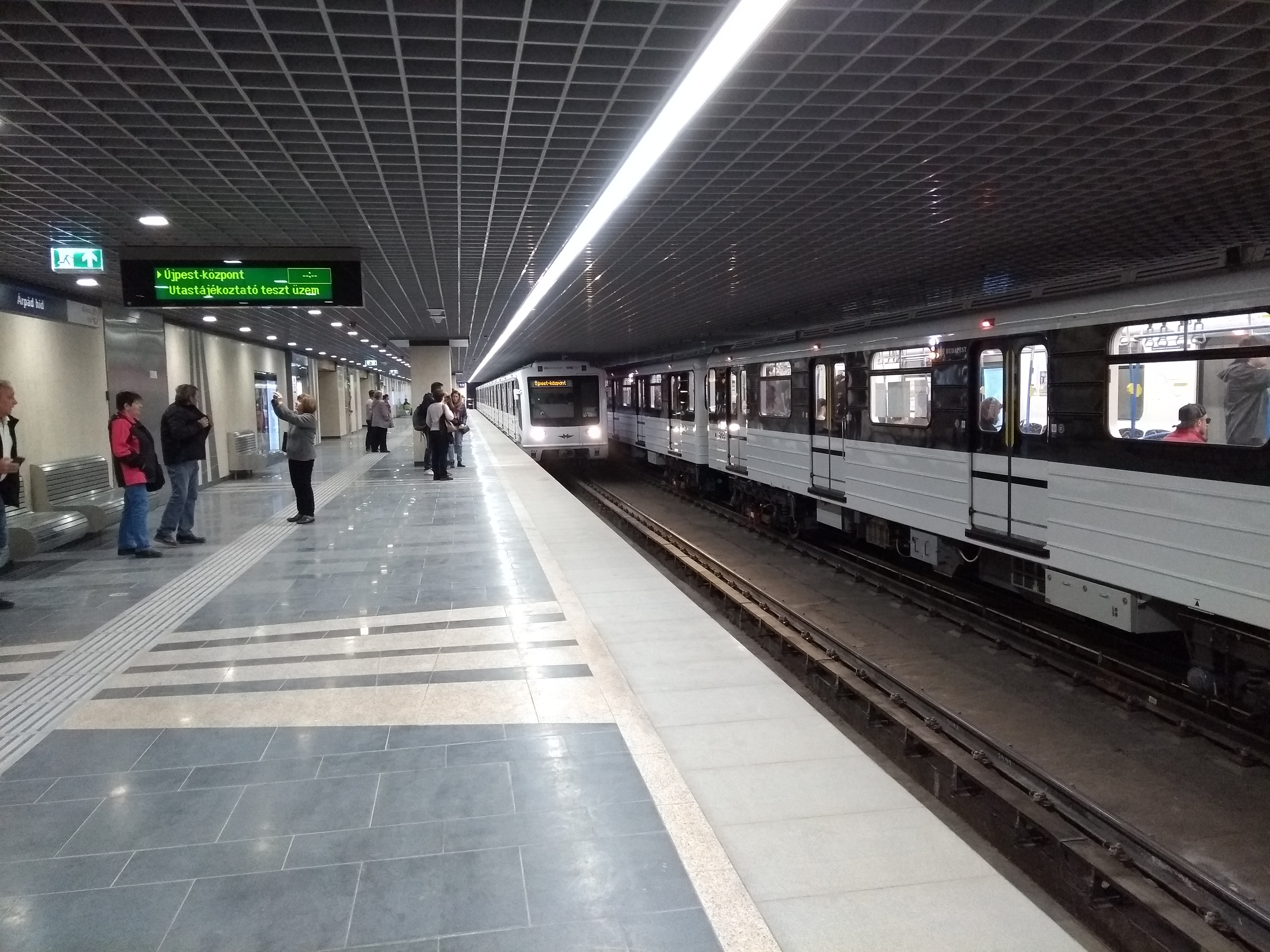

- 相対式ホーム2面2線を有す地下駅。
- 深さ4.82m地点に存在する。

## 駅周辺
- アールパード橋

## 歴史
- 1984年11月5日 - 開業。

## 隣の駅
ブダペスト地下鉄
■3号線
フォルガーチ通駅 - アールパード橋駅 - ドージャ・ジェルジ通駅